# Premio Hugo per il miglior romanzo breve
Il premio Hugo per il miglior romanzo breve (Hugo Award for Best Novella) è un premio letterario assegnato annualmente dal 1968 dalla World Science Fiction Society nel corso della Worldcon a opere di fantascienza o fantasy di lunghezza compresa tra le 17.500 e le 40.000 parole.
La plurivincitrice di questo riconoscimento è Connie Willis, che l'ha ricevuto quattro volte: nel 1989 per L'ultimo dei Winnebago, nel 2000 per I venti di Marble Arch, nel 2006 per La voce dall'aldilà e nel 2008 per All Seated on the Ground. L'autore che ha ricevuto più candidature al premio è stato Robert Silverberg, con 8 candidature di cui due vittorie.

## Vincitori e candidati
I vincitori sono indicati in grassetto. A seguire i finalisti, nell'ordine del sito ufficiale.

### Anni 1960

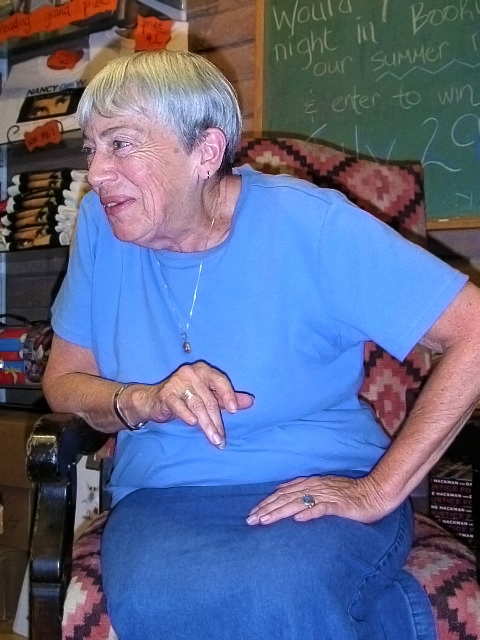
Ursula K. Le Guin, vincitrice nel 1973

- 1968:[2] Il salario purpureo (Riders of the Purple Wage) di Philip José Farmer ex aequo La cerca del Weyr (Weyr Search) di Anne McCaffrey
  - La pista dell'orrore (Damnation Alley) di Roger Zelazny
  - The Star Pit di Samuel R. Delany
  - Base Hawksbill (Hawksbill Station) di Robert Silverberg
- 1969:[3] Ali della notte (Nightwings) di Robert Silverberg
  - Cavaliere del drago (Dragonrider) di Anne McCaffrey
  - Lines of Power di Samuel R. Delany
  - Hawk Among the Sparrows di Dean McLaughlin

### Anni 1970
- 1970:[4] La nave delle ombre (Ship of Shadows) di Fritz Leiber
  - Un ragazzo e il suo cane (A Boy and His Dog) di Harlan Ellison
  - Tutti moriamo nudi (We All Die Naked) di James Blish
  - Missione drammatica (Dramatic Mission) di Anne McCaffrey
  - La strada per Jorslem (To Jorslem) di Robert Silverberg
- 1971:[5] Brutto incontro a Lankhmar (Ill Met in Lankhmar) di Fritz Leiber
  - Caverna nel Wisconsin (The Thing in the Stone) di Clifford D. Simak
  - La regione intermedia (The Region Between) di Harlan Ellison
  - The World Outside di Robert Silverberg
  - Beastchild di Dean R. Koontz
- 1972:[6] Regina dell'aria e della notte (The Queen of Air and Darkness) di Poul Anderson
  - Incontro con Medusa (A Meeting with Medusa) di Arthur C. Clarke
  - The Fourth Profession di Larry Niven
  - Il viandante in nero. L'impero del terrore (Dread Empire) di John Brunner
  - A Special Kind of Morning di Gardner R. Dozois
- 1973:[7] Il mondo della foresta (The Word for World is Forest) di Ursula K. Le Guin
  - Alpha-Aleph o Alla fine dell'arcobaleno (The Gold at the Starbow's End) di Frederik Pohl
  - La quinta testa di Cerbero (The Fifth Head of Cerberus) di Gene Wolfe
  - Soldato Mandella (Hero) di Joe Haldeman[8]
  - Falkenberg il mercenario (The Mercenary) di Jerry Pournelle
- 1974:[9] La ragazza collegata (The Girl Who Was Plugged In) di James Tiptree Jr.
  - La morte del dottor Isola (The Death of Doctor Island) di Gene Wolfe
  - Morte e designazione tra gli Asadi (Death and Designation Among the Asadi) di Michael Bishop
  - The White Otters of Childhood di Michael Bishop
  - Chains of the Sea di Gardner Dozois
- 1975:[10] Un canto per Lya (A Song for Lya) di George R. R. Martin
  - Strangers di Gardner Dozois
  - Nati con la morte (Born with the Dead) di Robert Silverberg
  - Riding the Torch di Norman Spinrad
  - Assalto a una città (Assault on a City) di Jack Vance
- 1976:[11] Il "Boia" torna a casa (Home Is the Hangman) di Roger Zelazny[12]
  - Tempeste (The Storms of Windhaven) di George R. R. Martin e Lisa Tuttle[13]
  - ARM di Larry Niven
  - I silenziosi occhi del tempo (The Silent Eyes of Time) di Algis Budrys
  - I custodi (The Custodians) di Richard Cowper
- 1977:[14] Con qualunque altro nome (By Any Other Name) di Spider Robinson
  - Houston, Houston, ci sentite? (Houston, Houston, Do You Read?) di James Tiptree Jr.
  - The Samurai and the Willows di Michael Bishop
  - Piper at the Gates of Dawn di Richard Cowper
- 1978:[15] Stardance di Spider Robinson e Jeanne Robinson
  - Nella sala dei re marziani (In the Hall of the Martian Kings) di John Varley
  - Aztecs di Vonda N. McIntyre
  - 2014 (A Snark in the Night) di Gregory Benford[16]
  - The Wonderful Secret di Keith Laumer
- 1979:[17] La persistenza della visione (The Persistence of Vision) di John Varley
  - Nave incendiaria (Fireship) di Joan D. Vinge
  - The Watched di Christopher Priest
  - Enemies of the System di Brian W. Aldiss
  - Sette notti americane (Seven American Nights) di Gene Wolfe

### Anni 1980

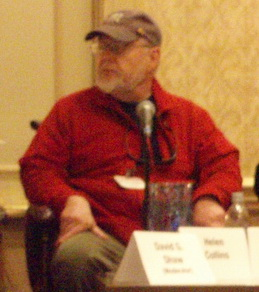
Barry B. Longyear, vincitori nel 1980

- Barry B. Longyear, vincitori nel 1980 1980:[18] Mio caro nemico (Enemy Mine) di Barry B. Longyear
  - Songhouse di Orson Scott Card
  - The Moon Goddess and the Son di Donald Kingsbury
  - Ker-Plop di Ted Reynolds
  - The Battle of the Abaco Reefs di Hilbert Schenck
- 1981:[19] Il Dorsai perduto (Lost Dorsai) di Gordon R. Dickson
  - Un'ala (One-Wing) di George R. R. Martin e Lisa Tuttle[20]
  - Dieci piccoli umani (Nightflyers) di George R. R. Martin
  - Il bravo piccolo tostapane. Una favola per elettrodomestici (The Brave Little Toaster) di Thomas M. Disch
  - Tutte le menzogne che sono la mia vita (All the Lies That Are My Life) di Harlan Ellison
- 1982:[21] Il gioco di Saturno (The Saturn Game) di Poul Anderson
  - In the Western Tradition di Phyllis Eisenstein
  - Blue Champagne di John Varley
  - Divoratori di morte (With Thimbles, with Forks, and Hope) di Kate Wilhelm
  - Il vero nome (True Names) di Vernor Vinge
  - Émergence di David R. Palmer
- 1983:[22] Anime (Souls) di Joanna Russ
  - Le Cascades (The Postman) di David Brin[23]
  - Unsound Variations di George R. R. Martin
  - Brainchild di Joseph H. Delaney
  - To Leave a Mark di Kim Stanley Robinson[24]
  - Another Orphan di John Kessel
- 1984:[25] Punto di caduta (Cascade Point) di Timothy Zahn
  - Lotta dura (Hardfought) di Greg Bear
  - In faccia al mio nemico (In the Face of My Enemy) di Joseph H. Delaney
  - Seeking di David R. Palmer
  - Hurricane Claude di Hilbert Schenck
- 1985:[26] Premi Enter  (Press Enter []) di John Varley
  - Cyclops di David Brin[27]
  - Valentina di Joseph H. Delaney e Marc Stiegler
  - Summer Solstice di Charles L. Harness
  - Elemental di Geoffrey A. Landis
- 1986:[28] 24 vedute del monte Fuji, di Hokusai (24 Views of Mt. Fuji, by Hokusai) di Roger Zelazny
  - Salpare per Bisanzio (Sailing to Byzantium) di Robert Silverberg
  - L'unica cosa sana da fare (The Only Neat Thing to Do) di James Tiptree Jr.
  - Verde Marte (Green Mars) di Kim Stanley Robinson
  - The Scapegoat di C. J. Cherryh
- 1987:[29] Gilgamesh all'inferno (Gilgamesh in the Outback) di Robert Silverberg
  - Escape from Kathmandu di Kim Stanley Robinson
  - R&R di Lucius Shepard
  - Pogrom speziale (Spice Pogrom) di Connie Willis
  - Eifelheim di Michael F. Flynn
- 1988:[30] Occhio per occhio (Eye for Eye) di Orson Scott Card
  - Comunione segreta (The Secret Sharer) di Robert Silverberg
  - L'esperto di geometria cieco (The Blind Geometer) di Kim Stanley Robinson
  - La dea madre del mondo (Mother Goddess of the World) di Kim Stanley Robinson
  - The Forest of Time di Michael Flynn
- 1989:[31] L'ultimo dei Winnebago (The Last of the Winnebagos) di Connie Willis
  - La bellissima figlia del cercatore di scaglie (The Scalehunter's Beautiful Daughter) di Lucius Shepard
  - Journals of the Plague Years di Norman Spinrad
  - The Calvin Coolidge Home for Dead Comedians di Bradley Denton
  - Surfacing di Walter Jon Williams

### Anni 1990

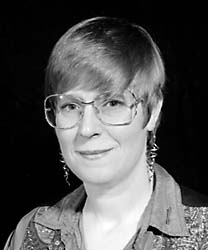
Lois McMaster Bujold, vincitrice nel 1990

- 1990:[32] Le montagne del dolore (The Mountains of Mourning) di Lois McMaster Bujold
  - Il padre delle gemme (The Father of Stones) di Lucius Shepard
  - A Touch of Lavender di Megan Lindholm
  - Time Out di Connie Willis
  - Tiny Tango di Judith Moffett
- 1991:[33] La burla di Hemingway (The Hemingway Hoax) di Joe Haldeman[34]
  - Bully! di Mike Resnick
  - Anello intorno al mondo (A Short, Sharp Shock) di Kim Stanley Robinson
  - Bones di Pat Murphy
  - Chi credi di essere? (Fool to Believe) di Pat Cadigan
- 1992:[35] Mendicanti in Spagna (Beggars in Spain) di Nancy Kress[36]
  - The Gallery of His Dreams di Kristine Kathryn Rusch
  - Jack di Connie Willis
  - L'uovo di grifone (Griffin's Egg) di Michael Swanwick
  - Spirito indomabile (And Wild for to Hold) di Nancy Kress
- 1993:[37] Barnacle Bill lo spaziale (Barnacle Bill the Spacer) di Lucius Shepard
  - Stopping at Slowyear di Frederik Pohl
  - Protection di Maureen F. McHugh
  - Oh oh lallà (Uh-Oh City) di Jonathan Carroll
  - The Territory di Bradley Denton
- 1994:[38] Laggiù nelle Terrefonde (Down in the Bottomlands) di Harry Turtledove
  - Acqua, pietra, arte (Wall, Stone, Craft) di Walter Jon Williams
  - Il grande Rift di Miranda (Into the Miranda Rift) di G. David Nordley
  - Sulla strada (The Night We Buried Road Dog) di Jack Cady
  - Un'infanzia americana (An American Childhood) di Pat Murphy
  - Mefisto in Onyx di Harlan Ellison
- 1995:[39] Nell'abisso di Olduvai (Seven Views of Olduvai Gorge) di Mike Resnick
  - Les Fleurs du Mal di Brian Stableford
  - Il giorno del perdono (Forgiveness Day) di Ursula K. Le Guin[40]
  - Cri de Coeur di Michael Bishop
  - Melodies of the Heart di Michael F. Flynn
- 1996:[41] La morte di Capitan Futuro (The Death of Captain Future) di Allen Steele
  - Liberazione della donna (A Woman's Liberation) di Ursula K. Le Guin[40]
  - Bibi di Mike Resnick e Susan Shwartz
  - Un uomo del popolo (A Man of the People) di Ursula K. Le Guin[40]
  - Fault Lines di Nancy Kress
- 1997:[42] Sangue di drago (Blood of the Dragon) di George R. R. Martin
  - I viaggiatori del tempo non muoiono mai (Time Travelers Never Die) di Jack McDevitt
  - Immersion di Gregory Benford
  - Abandon in Place di Jerry Oltion
  - Gas Fish di Mary Rosenblum
  - The Cost to Be Wise di Maureen F. McHugh
- 1998:[43] "…dove gli angeli temono d'avventurarsi" (…Where Angels Fear to Tread) di Allen Steele
  - La marcia funebre delle marionette (The Funeral March of the Marionettes) di Adam-Troy Castro
  - Ecopoiesi (Ecopoiesis) di Geoffrey A. Landis
  - Niente fuori posto (Loose Ends) di Paul Levinson
  - Marrow di Robert Reed
- 1999:[44] Il culto degli oceani (Oceanic) di Greg Egan
  - Aurora a quattro voci (Aurora in Four Voices) di Catherine Asaro
  - La storia della tua vita (Story of Your Life) di Ted Chiang[45]
  - In chiesa per tempo (Get Me to the Church on Time) di Terry Bisson
  - Le isole dell'estate (The Summer Isles) di Ian R. MacLeod

### Anni 2000

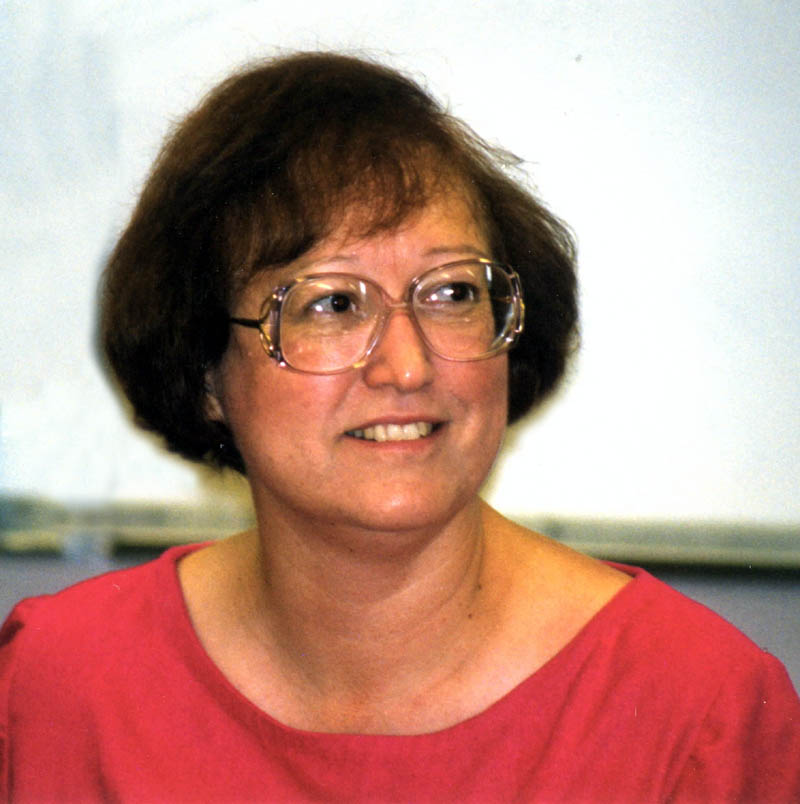
Connie Willis, vincitrice nel 1989, 2000 e 2006

- 2000:[46] I venti di Marble Arch (The Winds of Marble Arch) di Connie Willis
  - Forty, Counting Down di Harry Turtledove
  - The Astronaut from Wyoming di Adam-Troy Castro e Jerry Oltion
  - Hunting the Snark di Mike Resnick
  - Son, Observe the Time di Kage Baker
- 2001:[47] La Terra definitiva (The Ultimate Earth) di Jack Williamson
  - A Roll of the Dice di Catherine Asaro
  - L'Artista dei Recuperi (The Retrieval Artist) di Kristine Kathryn Rusch
  - Oracle di Greg Egan
  - Settantadue lettere (Seventy-Two Letters) di Ted Chiang[45]
  - Radiant Green Star di Lucius Shepard
- 2002:[48] Tempi veloci a Fairmont High (Fast Times at Fairmont High) di Vernor Vinge
  - Stealing Alabama di Allen M. Steele
  - May Be Some Time di Brenda W. Clough
  - The Chief Designer di Andy Duncan
  - The Diamond Pit di Jack Dann
- 2003:[49] Coraline di Neil Gaiman
  - Bronte's Egg di Richard Chwedyk
  - Breathmoss di Ian R. MacLeod
  - Un anno nella città lineare (A Year in the Linear City) di Paul Di Filippo
  - The Political Officer di Charles Coleman Finlay
  - In Spirit di Pat Forde
- 2004:[50] I simulacri (The Cookie Monster) di Vernor Vinge
  - L'imperatrice di Marte (The Empress of Mars) di Kage Baker
  - Just Like the Ones We Used to Know di Connie Willis
  - L'era del flagello (The Green Leopard Plague) di Walter Jon Williams
  - Un ponte sull'abisso (Walk in Silence) di Catherine Asaro
- 2005:[51] Giungla di cemento (The Concrete Jungle) di Charles Stross
  - Il sergente Chip (Sergeant Chip) di Bradley Denton
  - Elettore (Elector) di Charles Stross[52]
  - Festa d'inverno a Barrayar (Winterfair Gifts) di Lois McMaster Bujold
  - Time Ablaze di Michael A. Burstein
- 2006:[53] La voce dall'aldilà (Inside Job) di Connie Willis
  - L'utopia di Walden (Burn) di James Patrick Kelly
  - Magia per Principianti (Magic For Beginners) di Kelly Link
  - The Little Goddess di Ian McDonald
  - Furto di identità (Identity Theft) di Robert J. Sawyer
- 2007:[54] Un miliardo di donne come Eva (A Billion Eves) di Robert Reed
  - Lord Weary's Empire di Michael Swanwick
  - Julian l'eretico (Julian: A Christmas Story) di Robert Charles Wilson
  - The Walls of the Universe di Paul Melko
  - Inclination di William Shunn
- 2008:[55] All Seated on the Ground di Connie Willis
  - Il Recupero dell'Apollo 8 (Recovering Apollo 8) di Kristine Kathryn Rusch
  - Il trattamento D (Fountain of Age) di Nancy Kress
  - Memorare di Gene Wolfe
  - Le stelle senzienti (Stars Seen Through Stone) di Lucius Shepard
- 2009:[56] La connessione Erdmann (The Erdmann Nexus) di Nancy Kress
  - La verità (Truth) di Robert Reed
  - The Tear di Ian McDonald
  - True Names di Benjamin Rosenbaum e Cory Doctorow
  - Prigioniero politico (The Political Prisoner) di Charles Coleman Finlay

### Anni 2010

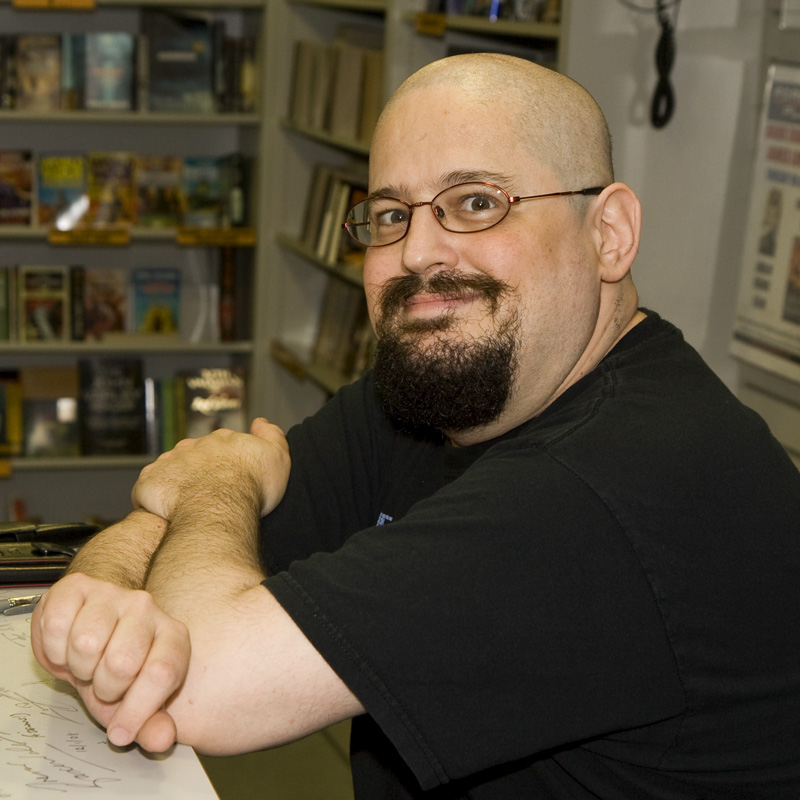
Charles Stross, vincitore nel 2005, 2010 e 2014

- 2010:[57] Palinsesto (Palimpsest) di Charles Stross
  - The God Engines di John Scalzi
  - The Women of Nell Gwynne's di Kage Baker
  - Atto primo (Act One) di Nancy Kress
  - Il circo dei gatti di Vishnu (Vishnu at the Cat Circus) di Ian McDonald
  - Shambling Towards Hiroshima di James Morrow
- 2011:[58] Il ciclo di vita degli oggetti software (The Lifecycle of Software Objects) di Ted Chiang
  - The Maiden Flight of McCauley's Bellerophon di Elizabeth Hand
  - Le città nelle nuvole (The Sultan of the Clouds) di Geoffrey A. Landis
  - L'Ultimo Cosmonauta (Troika) di Alastair Reynolds
  - The Lady Who Plucked Red Flowers beneath the Queen's Window di Rachel Swirsky
- 2012:[59] The Man Who Bridged the Mist di Kij Johnson
  - Countdown di Mira Grant
  - The Ice Owl di Carolyn Ives Gilman
  - Kiss Me Twice di Mary Robinette Kowal
  - The Man Who Ended History: A Documentary di Ken Liu
  - Silently and Very Fast di Catherynne M. Valente
- 2013:[60] The Emperor's Soul di Brandon Sanderson
  - Dopo La Caduta (After the Fall, Before the Fall, During the Fall) di Nancy Kress
  - On a Red Station, Drifting di Aliette de Bodard
  - San Diego 2014: The Last Stand of the California Browncoats di Mira Grant
  - The Stars Do Not Lie di Jay Lake
- 2014:[61] Equoid di Charles Stross
  - The Butcher of Khardov di Dan Wells
  - The Chaplain's Legacy di Brad R. Torgersen
  - Six-Gun Snow White di Catherynne M. Valente
  - Wakulla Springs di Andy Duncan e Ellen Klages
- 2015:[62] premio non assegnato
  - Flow di Arlan Andrews
  - Big Boys Don't Cry di Tom Kratman
  - One Bright Star to Guide Them di John C. Wright
  - Pale Realms of Shade di John C. Wright
  - The Plural of Helen of Troy di John C. Wright
- 2016:[63] Binti di Nnedi Okorafor
  - Penric's Demon di Lois McMaster Bujold
  - Slow Bullets di Alastair Reynold
  - Perfect State di Brandon Sanderson
  - The Builders di Daniel Polansky
- 2017:[64] Every Heart a Doorway di Seanan McGuire
  - The Dream-Quest of Vellitt Boe di Kij Johnson
  - Penric and the Shaman di Lois McMaster Bujold
  - The Ballad of Black Tom di Victor LaValle
  - A Taste of Honey di Kai Ashante Wilson
  - This Census-Taker di China Miéville
- 2018:[65] Allarme rosso (All Systems Red) di Martha Wells
  - "And Then There Were (N-One)" di Sarah Pinsker
  - Down Among the Sticks and Bones di Seanan McGuire
  - Binti: Home di Nnedi Okorafor
  - The Black Tides of Heaven di JY Yang
  - River of Teeth di Sarah Gailey
- 2019:[66] Condizione artificiale (Artificial Condition) di Martha Wells
  - The Tea Master and the Detective di Aliette de Bodard
  - Beneath the Sugar Sky di Seanan McGuire
  - The Black God’s Drumsdi P. Djèlí Clark
  - Binti: The Night Masquerade di Nnedi Okorafor
  - Gods, Monsters, and the Lucky Peach di Kelly Robson

### Anni 2020
- 2020:[67] Così si perde la guerra del tempo (This Is How You Lose the Time War) di Amal el-Mohtar e Max Gladstone
  - Anxiety Is the Dizziness of Freedom di Ted Chiang
  - The Deep di Rivers Solomon, Daveed Diggs, William Hutson e Jonathan Snipes
  - The Haunting of Tram Car 015 di P. Djèlí Clark
  - In an Absent Dream di Seanan McGuire
  - To Be Taught, if Fortunate di Becky Chambers

- 2021: The Empress of Salt and Fortune di Nghi Vo
  - Finna di Nino Cipri
  - Ring Shout di P. Djèlí Clark
  - Come Tumbling Down di Seanan McGuire
  - Riot Baby di Tochi Onyebuchi
  - Upright Women Wanted di Sarah Gailey

- 2022: Un salmo per il robot (A Psalm for the Wild-Built) di Becky Chambers
  - Across the Green Grass Fields di Seanan McGuire
  - Elder Race di Adrian Tchaikovsky
  - Fireheart Tiger di Aliette de Bodard
  - The Past Is Red di Catherynne M. Valente
  - A Spindle Splintered di Alix E. Harrow

- 2023: Where the Drowned Girls Go di Seanan McGuire
  - Even Though I Knew the End di C. L. Polk
  - Into the Riverlands di Nghi Vo
  - A Mirror Mended di Alix E. Harrow
  - Ogres di Adrian Tchaikovsky
  - What Moves the Dead di T. Kingfisher

## Retro Hugo
I premi Retro Hugo vengono assegnati 50 o 75 anni dopo rispetto a quelli in cui la Worldcon non assegnò il premio.
- 1939 (assegnato nel 2014)[68]: La cosa da un altro mondo (Who Goes There?) di John W. Campbell (con lo pseudonimo di Don A. Stuart)
  - Anthem di Ayn Rand
  - A Matter of Form di H. L. Gold
  - Sleepers of Mars di John Wyndham
  - The Time Trap di Henry Kuttner

- 1941 (assegnato nel 2016)[69]: Rivolta 2100 (If This Goes On —) di Robert A. Heinlein
  - Anonima stregoni (Magic, Inc.) di Robert A. Heinlein
  - Coventry di Robert A. Heinlein
  - The Mathematics of Magic di L. Sprague de Camp e Fletcher Pratt
  - The Roaring Trumpet di L. Sprague de Camp e Fletcher Pratt

- 1943 (assegnato nel 2018)[70]: Waldo, o dell'impossibile (Waldo) di Robert A. Heinlein (con lo pseudonimo di Anson MacDonald)
  - Asylum di A. E. van Vogt
  - The Compleat Werewolf di Anthony Boucher
  - "Hell is Forever di Alfred Bester
  - Incidente nucleare (Nerves) di Henry Kuttner
  - Il mestiere dell'avvoltoio (The Unpleasant Profession of Jonathan Hoag) di Robert A. Heinlein (con lo pseudonimo di John Riverside)
- 1944 (assegnato nel 2019)[71]: Il piccolo principe (Le Petit Prince) di Antoine de Saint-Exupéry
  - Attitude di Hal Clement
  - Scontro nella notte (Clash by Night) di Lawrence O'Donnell (pseudonimo usato per scritti in collaborazione di Henry Kuttner e C. L. Moore)
  - La ricerca onirica dello sconosciuto Kadath (The Dream-Quest of Unknown Kadath) di H.P. Lovecraft
  - The Magic Bed-Knob; or, How to Become a Witch in Ten Easy Lessons di Mary Norton
  - We Print the Truth di Anthony Boucher
- 1945 (assegnato nel 2020)[72]: Killdozer! di Theodore Sturgeon
  - Invasione di immortali di A. E. van Vogt
  - A God Named Kroo di Henry Kuttner
  - Intruders from the Stars di Ross Rocklynne
  - The Jewel of Bas di Leigh Brackett
  - Trog di Murray Leinster
- 1946 (assegnato nel 1996): La fattoria degli animali (Animal Farm) di George Orwell
  - Dead Hand di Isaac Asimov[73]
  - L'uccisore di giganti (Giant Killer) di A. Bertram Chandler
  - I Remember Lemuria! di Richard S. Shaver
- 1951 (assegnato nel 2001): L'uomo che vendette la Luna (The Man Who Sold the Moon) di Robert A. Heinlein
  - Cristalli sognanti (The Dreaming Jewels) di Theodore Sturgeon
  - ... And Now You Don't di Isaac Asimov
  - L'ultimo nemico (The Last Enemy) di H. Beam Piper
  - Ritorno al domani (To the Stars) di L. Ron Hubbard
- 1954 (assegnato nel 2004): Guerra al grande nulla (A Case of Conscience) di James Blish
  - Tre cuori e tre leoni (Three Hearts and Three Lions) di Poul Anderson
  - ... e la mia paura è grande (... And My Fear Is Great...) di Theodore Sturgeon
  - Un-Man di Poul Anderson
  - L'odissea del superuomo (The Rose) di Charles L. Harness